# مولیبدات روی

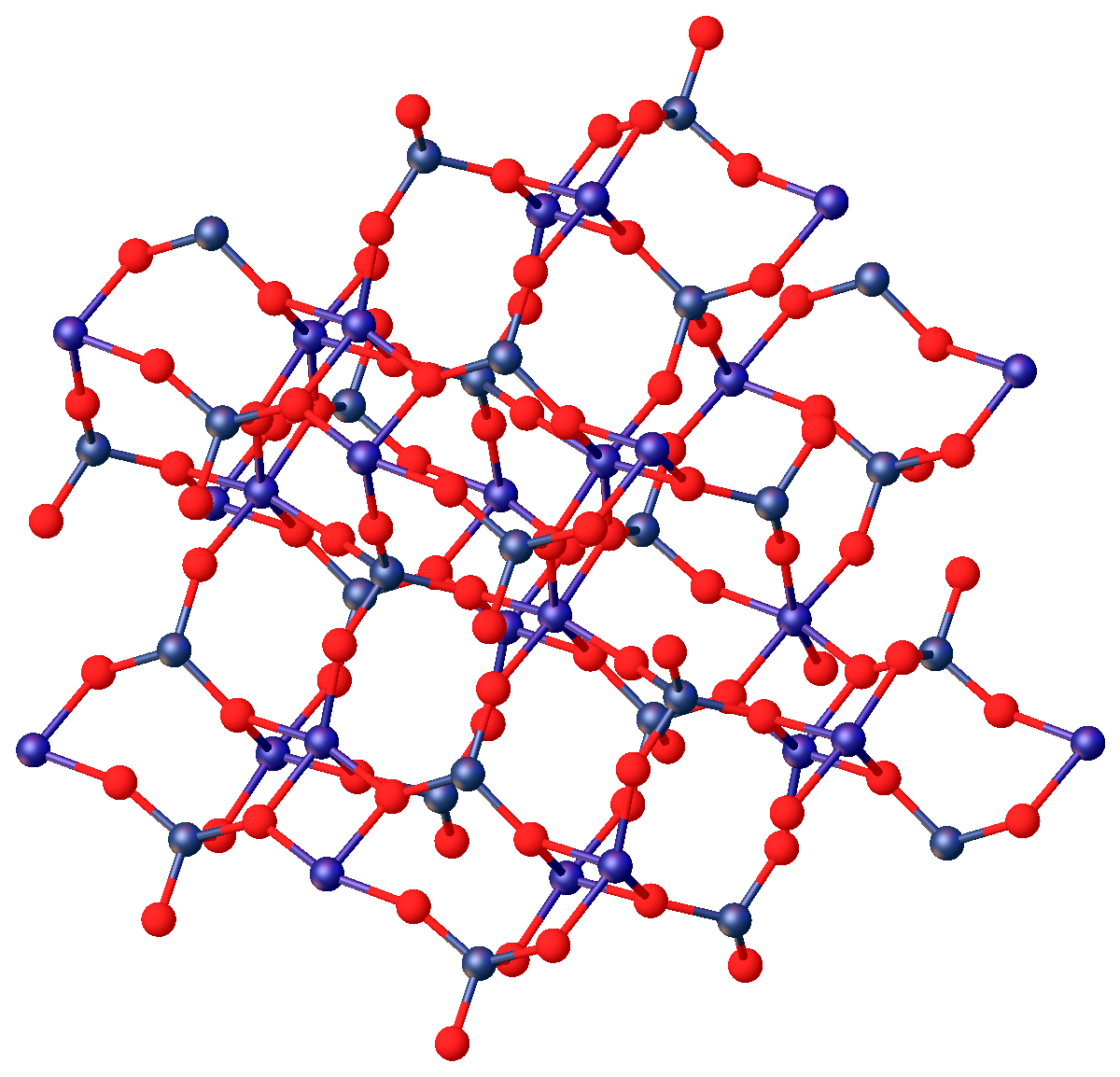
ساختار مولیبدات روی

مولیبدات روی (به انگلیسی: Zinc molybdate) با فرمول شیمیایی ZnMoO۴ یک ترکیب شیمیایی است. که جرم مولی آن 225.33 g/mol می‌باشد. شکل ظاهری این ترکیب، دستگاه بلوری چهارگوشه سفید است.